# Dara Kovačević
Dara Kovačević (in serbo Дaрa Ковачевић?; Bačka Palanka, 13 marzo 1983) è un'ex cestista serba, fino al 2003 jugoslava.

## Carriera
Con la Serbia e Montenegro ha disputato i Campionati europei del 2005.